# وندی جو اسپربر
وندی جو اسپربر (به انگلیسی: Wendie Jo Sperber) (زاده ۱۵ سپتامبر ۱۹۵۸- درگذشته ۲۹ نوامبر ۲۰۰۵) بازیگر آمریکایی بود.
```
او به علت سرطان سینه درگذشت.
```

از فیلم‌های او می‌توان به بازگشت به آینده، پارتی مجردی اشاره کرد.